# Basílica del Carmen (Jerez de la Frontera)
La basílica menor de Nuestra Señora del Carmen Coronada de Jerez de la Frontera es una iglesia con convento carmelita anexo, pertenecientes a la segunda mitad del siglo XVII. Se encuentra en el barrio de San Dionisio en Jerez de la Frontera (Andalucía, España).

## Origen

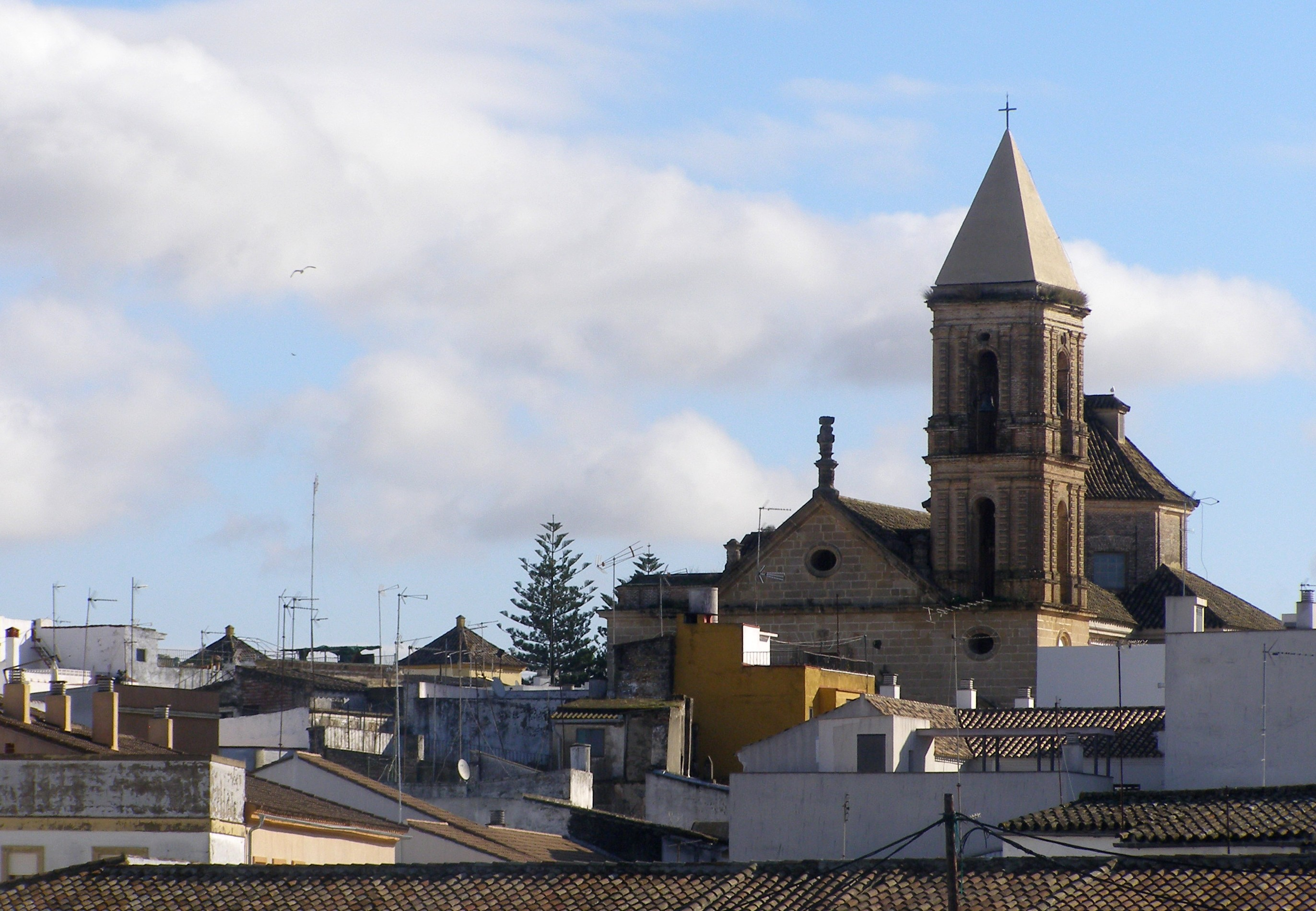
Torre de la basílica por encima de los tejados de la ciudad vieja.

La Orden Carmelita fue la primera orden que se estable dentro del recinto murado de Jerez tras la reconquista. Primeramente se establecieron en 1587 en el antiguo convento de benedictinos, extramuros de la ciudad. Poco después, en 1600, pasaron a su actual ubicación, donde se levantó una capilla previa a la iglesia actual.
La Basílica es parte del único monasterio que se creó intramuros, debido a la devoción que entonces existía en Jerez por dicha Virgen
- Exterior. La portada principal data de 1731. Tiene una única torre de las dos que inicialmente se planearon construir.[4] Cuenta con una decoración profusa, destacando los arcos, las pilastras, las columnas corintias y jarrones de piedra. En la hornacina se aloja una imagen de la Virgen del Carmen.
- Interior. De planta cuadrangular, se compone de tres naves. En los años 1878 y 1880 sufrió una importante restauración a cargo del ingeniero Federico Rivero, el pintor José María Rodríguez de Losada y el decorador Ramón Orellana. El retablo mayor se realizó a finales del siglo XIX. Cuenta con las imágenes de San Ángel y San Alberto y un gran lienzo donde se representa el Rapto de Elías en el Carro de Fuego. En su parte central se encuentra el camarín de la Virgen del Carmen, del siglo XVIII
- Otros elementos de interés.

- Órgano: Realizado por Francisco de Paula Romero en 1894.
- Púlpito: pieza barroca de la segunda mitad del siglo XVIII.
- Tesoros: destacan el cáliz de plata (s. XVI), cáliz de plata sobredorada (s. XVII), ajuar de la Virgen del Carmen (segunda mitad del siglo XVIII), manto diseñado por el arquitecto Bartolomé Ferrá (1906), paso procesional de la Virgen del Carmen labrado por el orfebre Emilio Landa (1943) y corona con oro, rubíes, esmeraldas, ágatas, perlas y brillantes del joyero José David.

## Coronación canónica

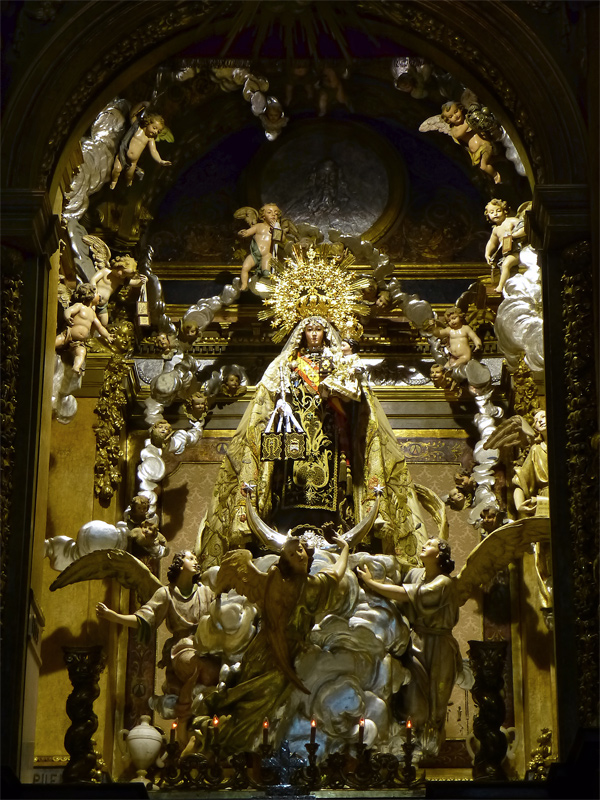
Virgen Coronada

El 23 de abril de 1925 tuvo lugar la Coronación canónica de la imagen de la Virgen del Carmen, con presencia de Miguel Primo de Rivera, los reyes Alfonso XIII de Borbón y Victoria Eugenia de Battenberg, los Príncipes, además de los Ministros del Gobierno. La coronación tuvo lugar en el Parque González Hontoria de Jerez. Fueron padrinos de la Coronación de la Santísima Virgen del Carmen, los Exmos. Señores Condes de Puerto Hermoso, en cuyo domicilio, el Palacio de Puerto Hermoso, se hospedaron SS MM los Reyes de España.

## Basílica menor
El templo fue declarado basílica menor en 1968 por el Papa Pablo VI

## Museo
El Museo Provincial Carmelitano de Arte Sacro fue inaugurado el 13 de abril de 1980 pero su apertura al público se ha llevado a cabo en el 2018. Alberga más de mil piezas catalogadas en el patrimonio artístico de la provincia Bética.
La exposición de arte sacro se divide en distintas secciones:
- Camarín y Protagonistas de la Coronación
- Pinturas del siglo XVII-XIX
- Bordados y Ornamentos
- Esculturas
- Orfebrería
- Biblioteca Provincial

Todas estas secciones están compuestas por objetos de gran valor artístico e histórico y datan de los siglos XVI a XIX principalmente.

## Hermandad de penitencia

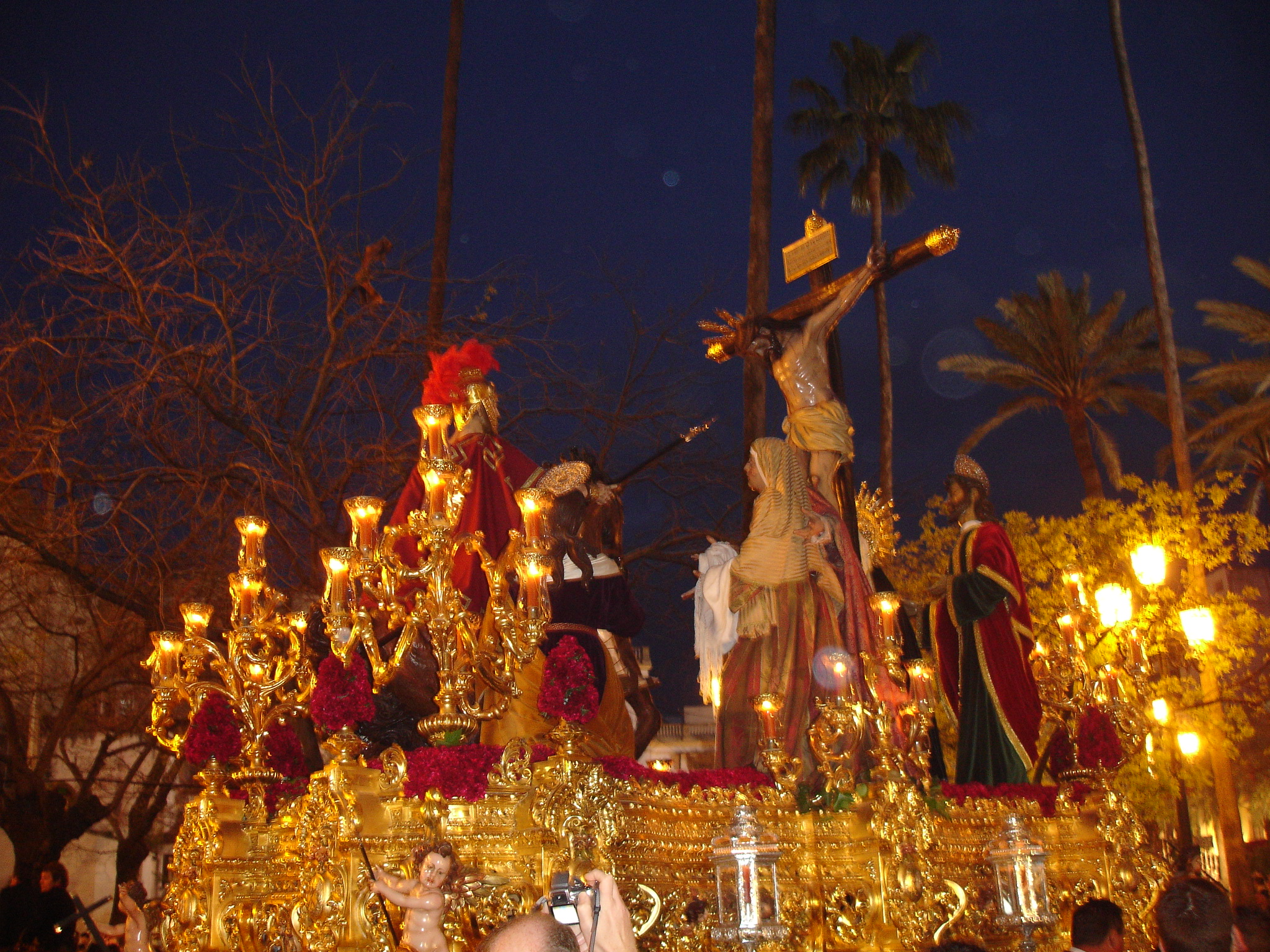
Hermandad en procesión

La basílica es sede de la Hermandad de la Lanzada.

## Otras actividades
La Basílica es sede de la Coral Polifónica de Nuestra Señora del Carmen Coronada
En 1931 fue víctima de la quema de conventos. En su interior se encuentran enterrados combatientes requetés de la guerra civil española, destacando entre ellos el martirizado Antonio Molle Lazo.

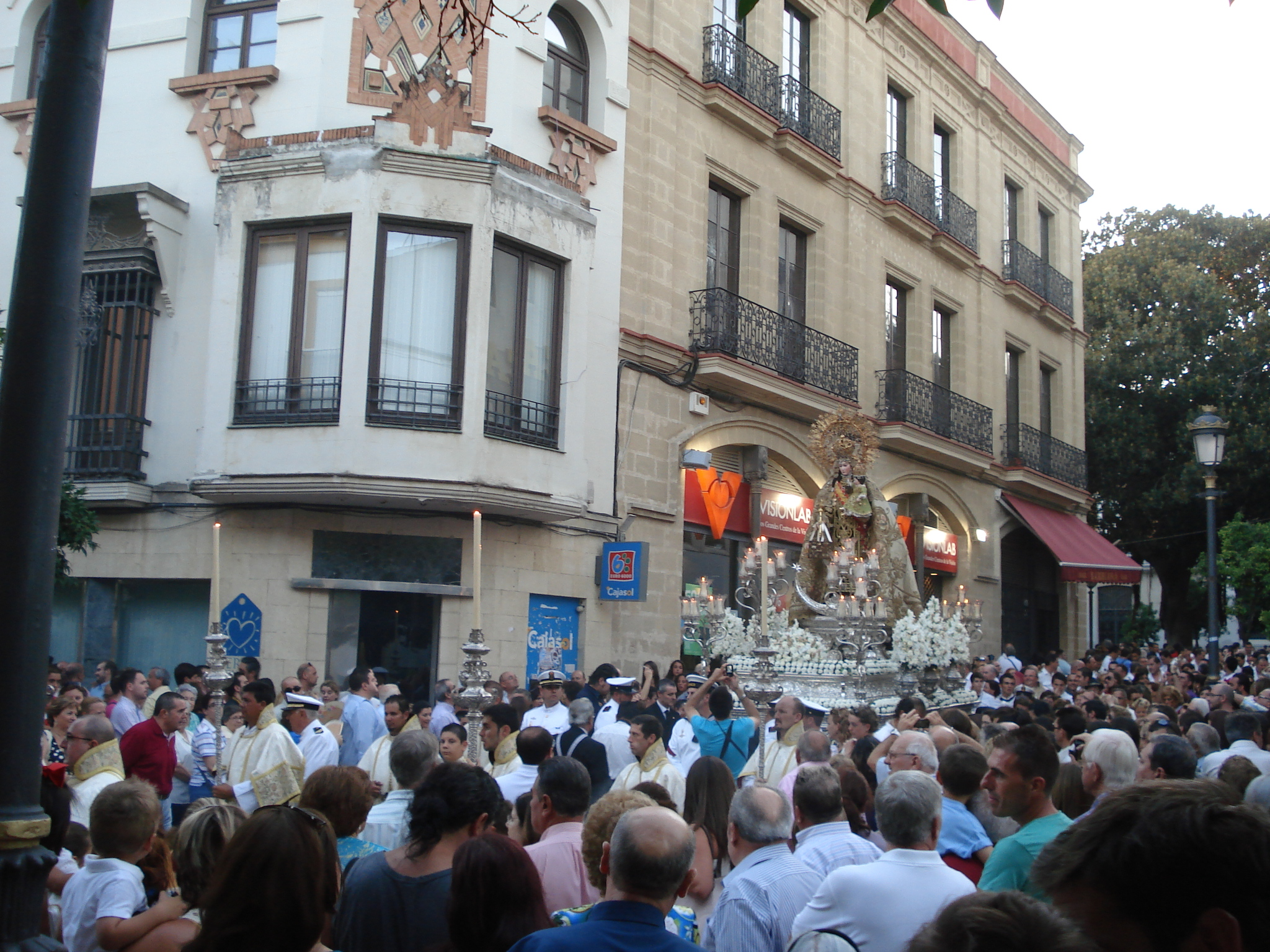
Imagen coronada en procesión

Es una tradición el desfile procesional de la imagen por el centro de Jerez en el día del Carmen, realizado por la hermandad de Gloria "Real Hermandad de Damas y Caballeros de Nuestra Señora del Carmen Coronada".

## Galería de imágenes

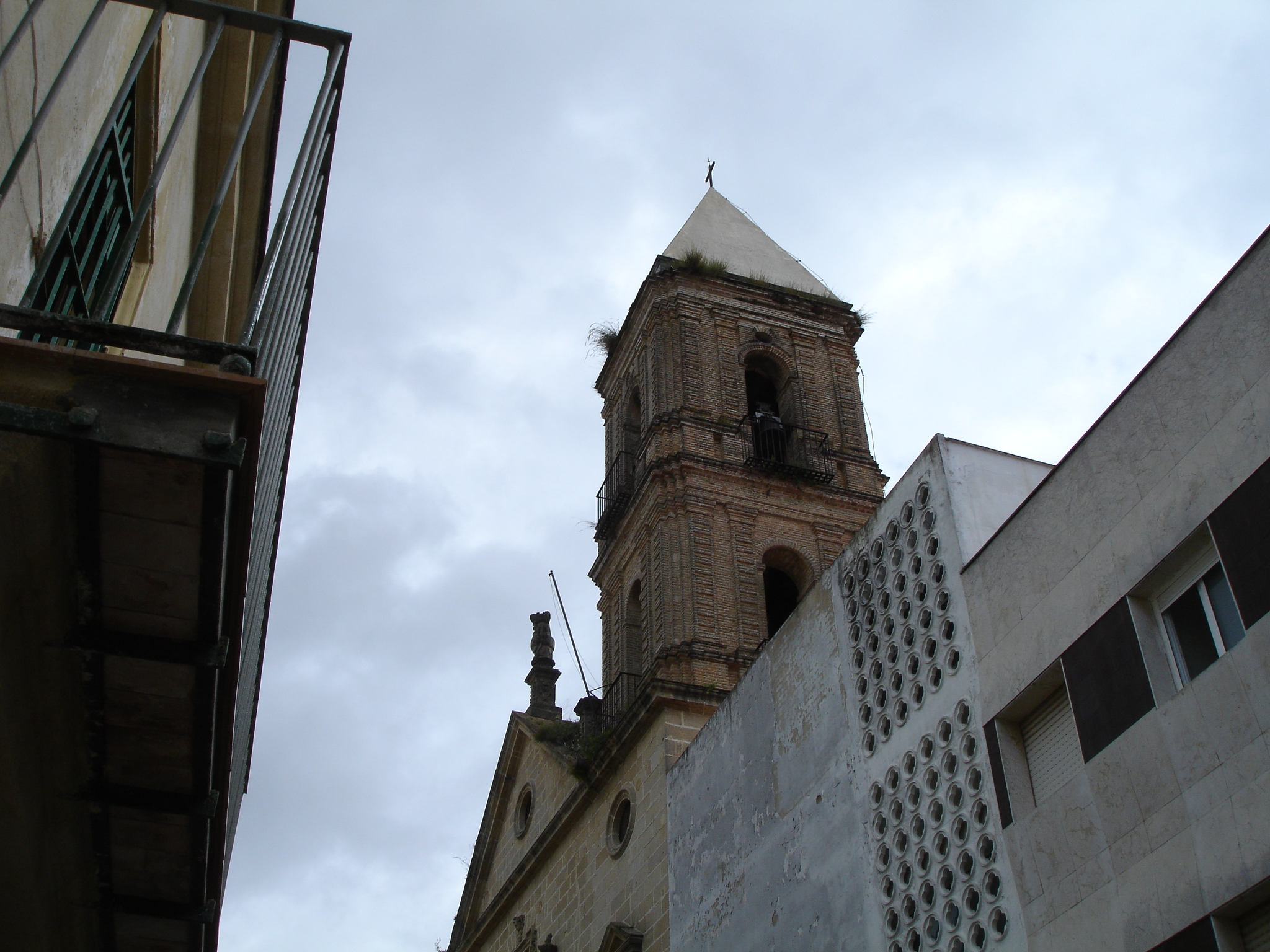
Torre
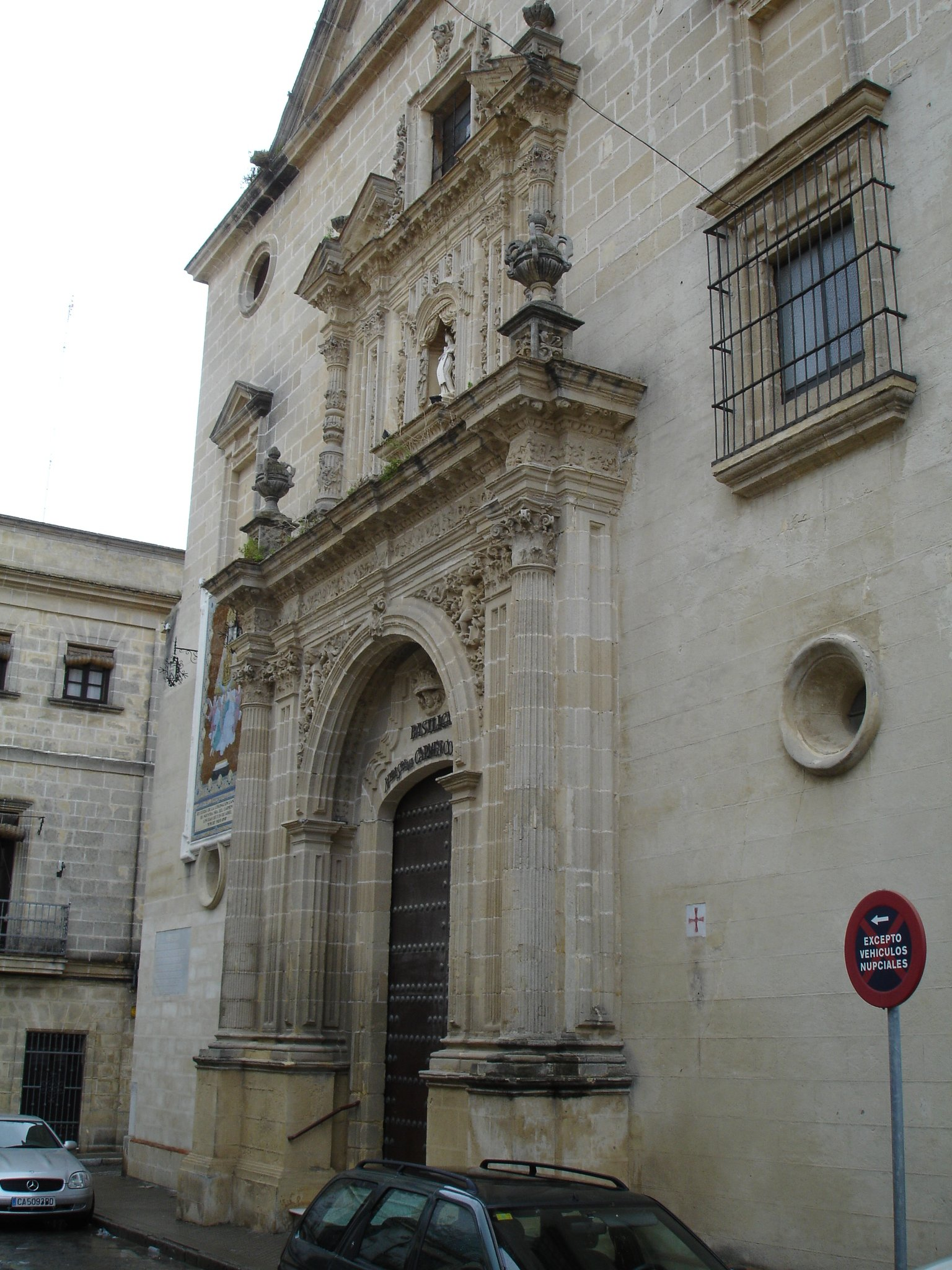
Portada
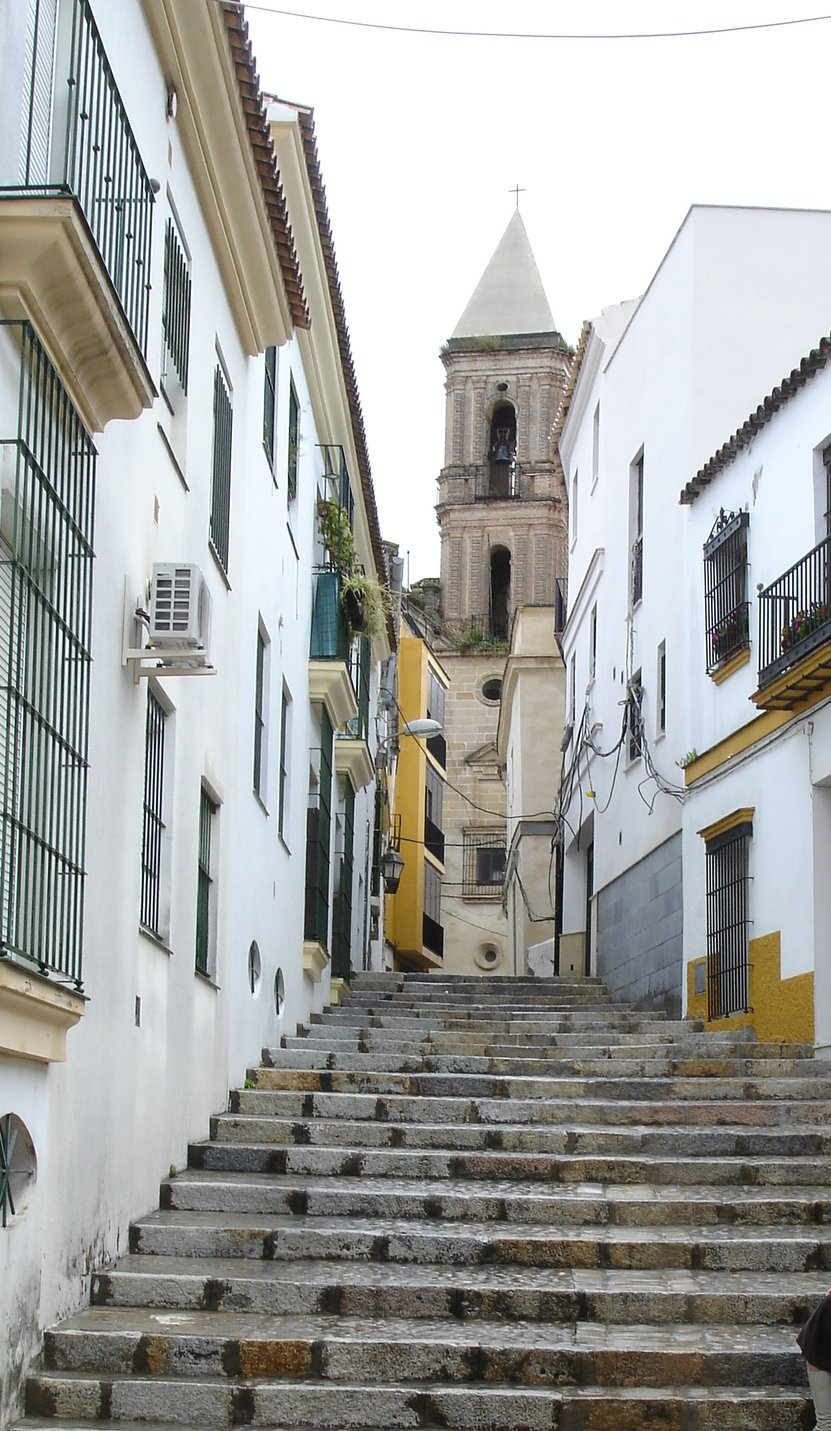
Vista de la torre
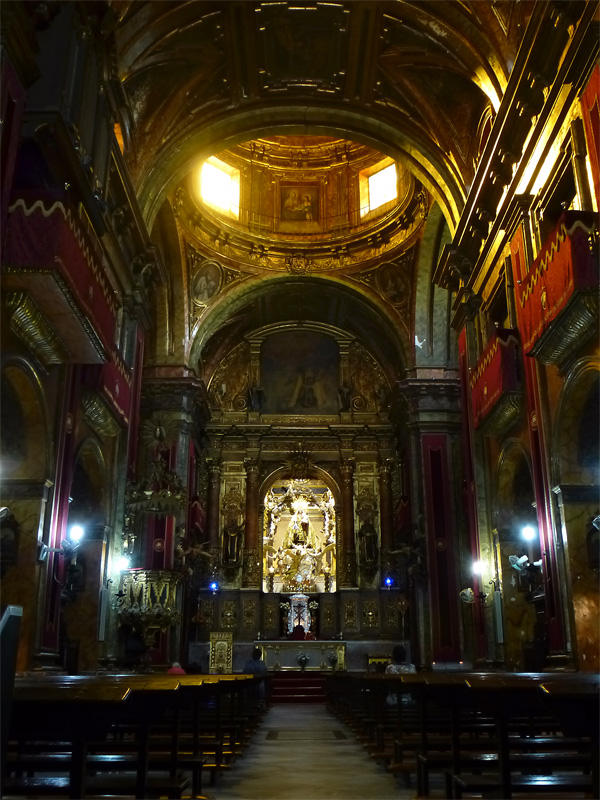
Nave
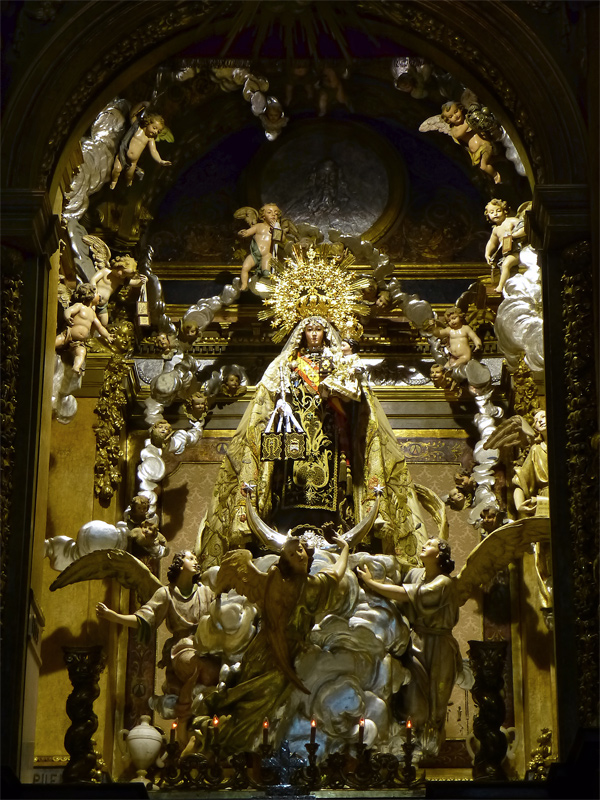
Virgen del Carmen
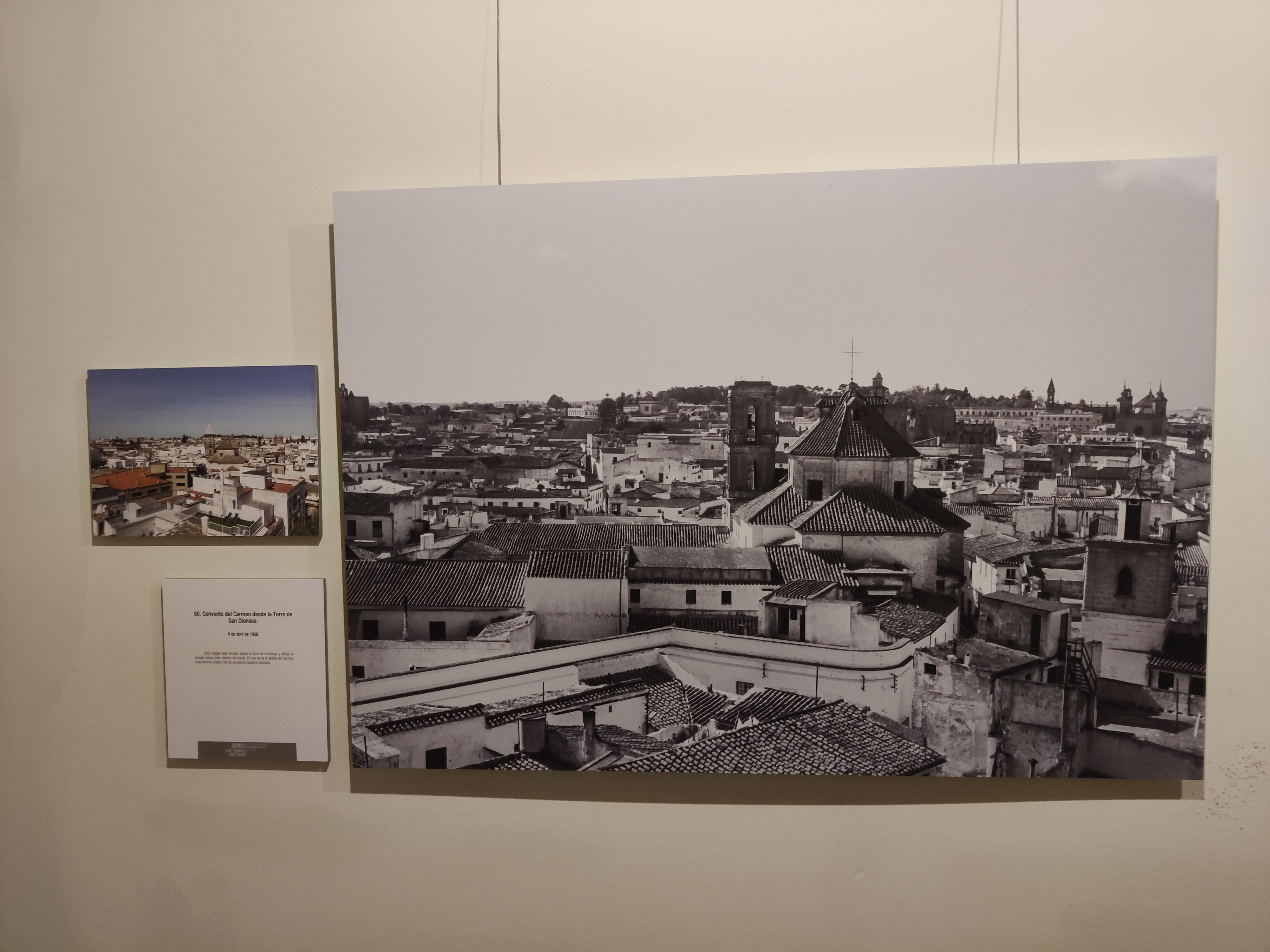
Vista desde San Dionisio en 1958